# 종지나물
종지나물은 제비꽃과에 속하는 여러해살이풀이다. 8·15 직후 미국에서 건너온 귀화식물이다. 미국제비꽃이라고도 부른다.

## 생태
밑동에서 잎이 다보록하게 솟아나고, 잎자루는 잎몸보다 길다. 잎은 종지 모양이고, 심장형이며, 끝은 약간 뾰족하고, 잎 가장자리에는 톱니가 있다. 꽃은 자색, 흰색, 황록색이 섞여 있고 열매는 긴 타원형이며, 녹색 또는 검은 자주색이고, 씨는 검은 갈색이다.

## 사진

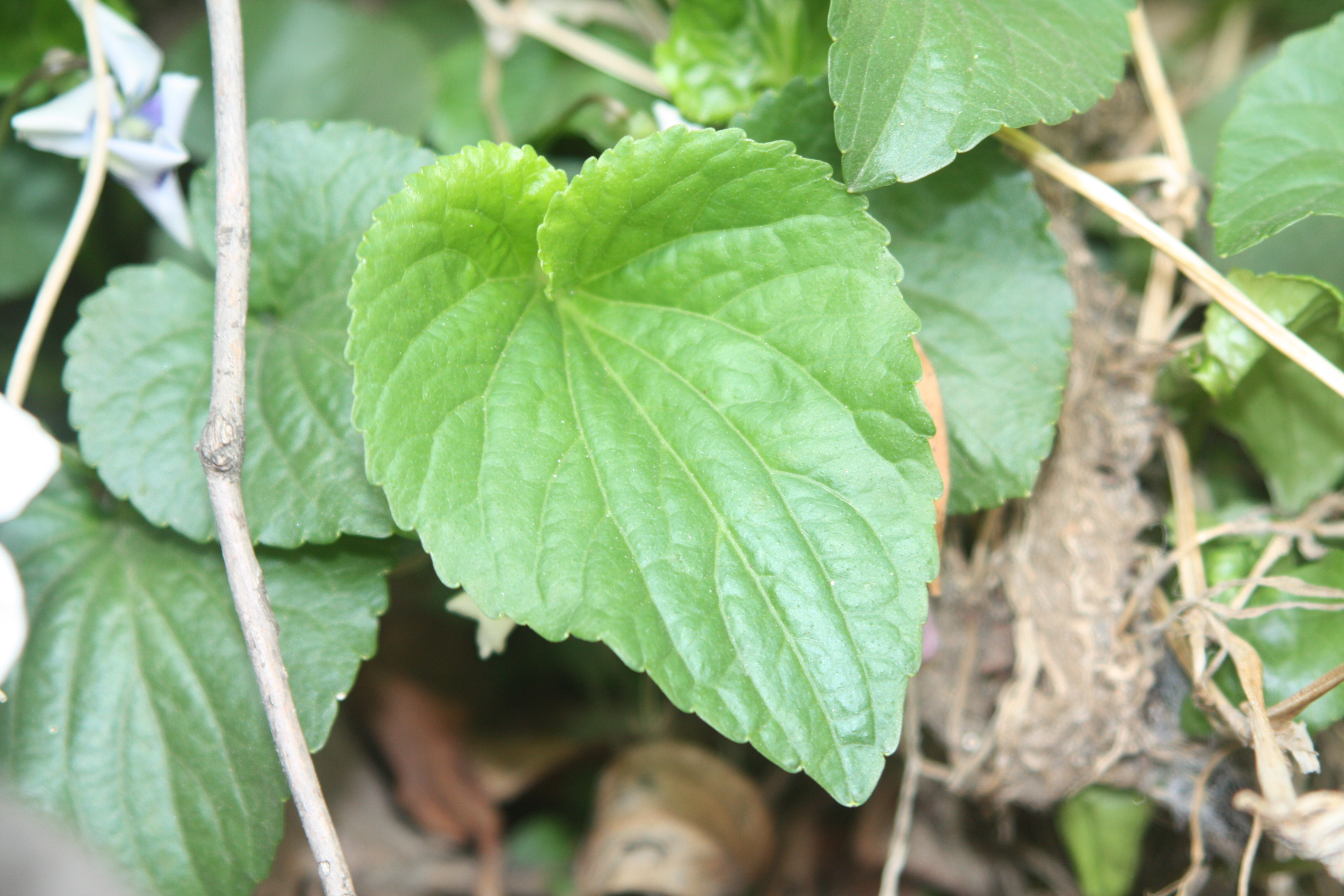
잎
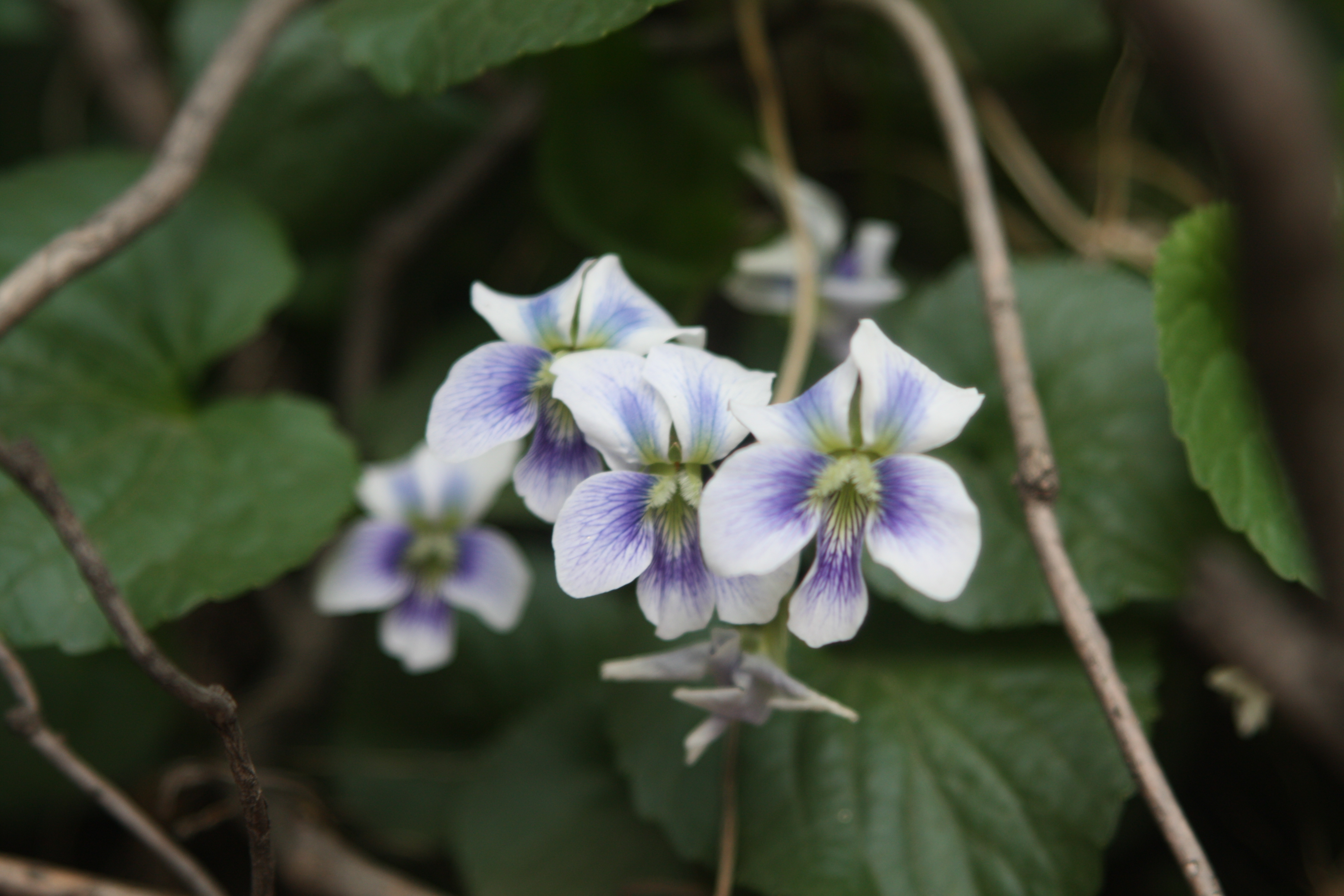
꽃

## 참고 문헌
- 이 문서에는 다음커뮤니케이션(현 카카오)에서 GFDL 또는 CC-SA 라이선스로 배포한 글로벌 세계대백과사전의 내용을 기초로 작성된 글이 포함되어 있습니다.